# Клятва Горациев
«Клятва Горациев» (фр. Le Serment des Horaces) — картина французского живописца Жака Луи Давида, написанная им в 1784 году в Риме. В следующем году картина была выставлена в Париже и принесла небывалый успех художнику. «Клятва Горациев» стала одним из ярких проявлений формировавшейся в то время школы французского антикизирующего неоклассицизма. Она была написана за несколько лет до начала французской революции, но отразила патриотические настроения того времени в классицистических формах, связанных с республиканской историей Древнего Рима.
Картина является частью собрания Людовика XVI и в настоящее время находится в 75-м зале на 1-м этаже галереи Денон в Лувре. Код: INV. 3692.

## Сюжет
В основу картины положен эпизод древнеримской истории, изложенный римским историком Титом Ливием в его сочинении «История Рима от основания города».
Согласно этому рассказу трое братьев-близнецов из рода Горациев были выбраны, чтобы отстоять свободу родного города, сразившись с тремя лучшими воинами враждебного Риму города Альба-Лонга — братьями Куриациями. Давид запечатлел момент, когда трое братьев, подняв руки в римском приветствии, клянутся победить или умереть, а их отец протягивает им боевые мечи. В результате поединка в живых остался один из братьев, и Рим был объявлен победителем. Сестра Горациев была невестой одного из Куриациев. Увидев доспехи снятые с убитого жениха в руках брата, она заплакала. И тот заколол её мечом со словами: «Отправляйся к жениху с твоею не в пору пришедшей любовью! Ты забыла о братьях — о мёртвых и о живом, — забыла об отечестве. Так да погибнет всякая римлянка, что станет оплакивать неприятеля!». За это убийство Гораций был осуждён, но римский народ его оправдал «скорее из восхищения доблестью, нежели по справедливости».
В картине прославляются добродетели республиканского Рима: честность, воинская доблесть, верность долгу. Такие картины называли «примерами доблести» (лат. exempla virtutis).

## История картины
В 1784 году Давид вместе с женой и тремя учениками приезжает в Рим, так как, по его словам, «только в Риме он мог писать римлян». С сентября 1784 по 1786 год римская Академия Святого Луки предоставила Давиду мастерскую Плачидо Констанци (итал. Placido Constanzi), где он смог работать в относительной изоляции, так как предпочитал не показывать никому свои картины до полного завершения.
Моделью внуков, над которыми склонилась мать Горациев, вероятно, послужили младшие сыновья Давида. Исследовательница творчества Давида Арлетт Серулла (фр. Arlette Serullaz), которая изучила дневники Давида с изображениями голов в шлемах и фригийских колпаках, называла одну из ватиканских фресок с группой прелатов в качестве предполагаемой модели для голов братьев в шлемах.
Давид полностью закончил работу над картиной только в июле 1785 года. Один из его учеников, Жан-Жермен Друэ, писал: «Невозможно описать её красоту». Когда мастерская стала открыта для посещения публики, реакция превзошла все ожидания художника. «Весь Рим» собрался посмотреть «Клятву Горациев», которую посчитали величайшей данью уважения Вечному Городу. Мастерская Давида превратилась в объект паломничества. Картине посвящались хвалебные речи, даже папа римский пришёл на неё посмотреть. Среди самых больших почитателей был и немецкий художник Иоганн Тишбейн, что нашло отражение в его картине «Гёте в Римской Кампанье» 1787 года.
Полотно было отправлено в Парижский салон, но Давид беспокоился, что его расположат в невыгодном месте из-за интриг недоброжелателей. Картина была специально доставлена в Салон уже после его открытия Однако опасения оказались напрасными. Картину поместили над портретом Марии-Антуанетты с сыновьями работы Елизаветы Виже-Лебрён, что оказалось выгодным расположением. «Клятва Горациев» была принята публикой с восторгом, не уступавшим тому, что был в Риме.
Картина «Клятва Горациев» стала поворотной точкой не только в творчестве Давида, но и во всей европейской живописи. Если в искусстве XVIII века доминировала «женская вселенная» с её изогнутыми линиями, то теперь она начала уступать место вертикалям «мужского мира», подчёркивающим главенствующую роль мужества, героизма, военного долга. Этим полотном Давид снискал славу во всей Европе.
В собрании Художественного музея Толидо имеется уменьшенное авторское повторение картины (холст, масло; 130,2 × 166,7 см; инвентарный № 1950.308). Эта копия была заказана Давиду графом де Водрёем и написана в 1786 году. Основное отличие её от первоначального варианта из Лувра, кроме меньших размеров, — у женских ног лежит прялка.

## Композиция и стилевые особенности картины
На картине группы фигур скомпонованы так, что напоминают древнеримские рельефы. Классические аллюзии настолько сильны, что зритель прощает художнику надуманность сцены и театральность постановки. Очевидны также внимательное изучение Давидом античных памятников в Италии и преемственность от итальянизирующего классицизма живописи Н. Пуссена, в том числе «принципа рельефности» планов пространственной организации картины.
Справа изображена группа скорбящих женщин: вдали мать Горациев склонилась над двумя внуками, ближе сестра Камилла, невеста одного из Куриациев, и Сабина, сестра Куриациев и жена одного из Горациев. На дальнем плане видны три арки, каждая из которых соответствует группе фигур: правая — группе женщин, левая — братьям, центральная — отцу. Вся идея картины выражена стремительным движением: руки братьев протянуты к оружию и «смыкаются с благословляющим жестом отца, и в этом железном столкновении двух стремительных порывов движения заключён весь пафос картины. Волевая сила этой группы тем резче и аскетичнее, что рядом она находит себе оттеняющий контраст — женщин, в безвольно-пассивных позах отдающихся молчаливой скорби. Здесь всё подчинено сжатому и твёрдому ритму, неумолимо жёсткой динамике — там господствуют мягкие и текучие, подчёркнуто пластичные линии. Но условная сентиментальность женской группы нужна Давиду только как фон, на котором ещё отчётливее выступает непреклонная энергия его стиля… „Мощная и мужественная проза“ — так определял много лет спустя живопись Давида Эжен Делакруа».
«Суровый классицизм» картины ярко характеризует ранний этап формирования индивидуального стиля художника, основными чертами которого являются:
- Фронтальная перспектива как переднего, так и дальнего (архитектурного) планов, делающая живопись похожей на классицистический рельеф;
- Затенённость дальнего плана и поток света, подчёркивающий рельефность фигур и общую экспрессивность композиции — движение слева направо, в «сильную долю» картинного поля;
- Локальные отношения ярких цветов: красного, белого и серого, имеющих символическое значение в истории и искусстве Древнего Рима.
- Все мужчины изображены с прямыми линиями, отражающими колонны на заднем плане, что символизирует их жесткость и силу, в то время как все женщины изогнуты, как арки, которые поддерживаются колоннами.